# Leonardo Botal
Leonardo Botal (Léonard Botal), ou Botallo, est un médecin piémontais, né vers 1530 à Asti, en Piémont. 

## Biographie

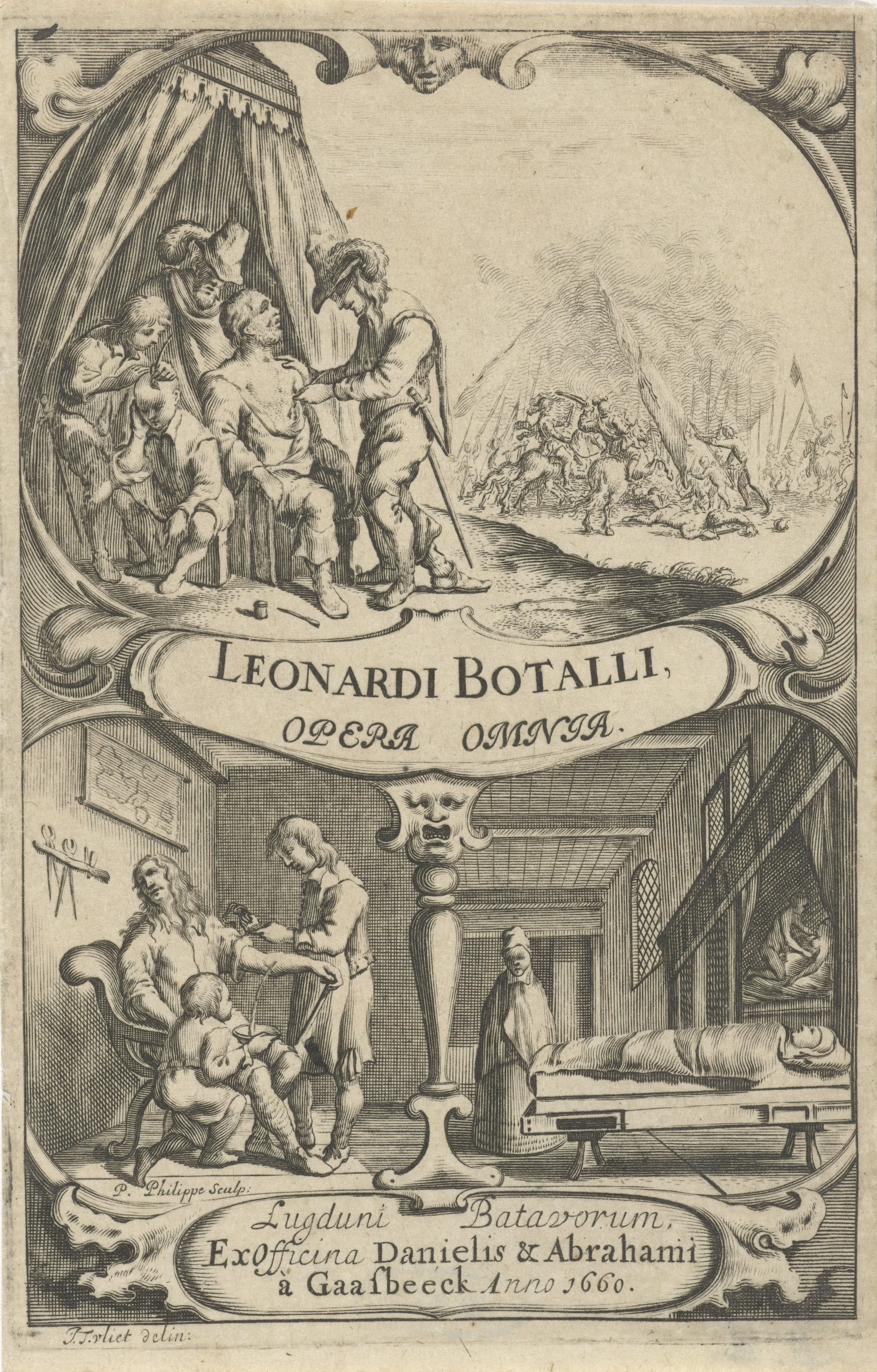
Leonardo Botallo, Opera omnia medica & chirurgica, Leyde, Daniel et Abraham van Gaasbeeck, 1660.

Élève de Lanfranc et de Fallopia, il s'établit à Paris en 1561, Leonardo Botal acquiert une grande célébrité par ses controverses avec la Faculté de médecine au sujet des saignées, dont il est partisan, et qu'il met à la mode en France, en abusant sur l'autorité d'Avicenne. Il rédige des textes sur les avantages de cette méthode. Il est médecin d'Élisabeth d'Autriche (épouse de Charles IX), de Henri III, puis de Catherine de Médicis. 
Ses œuvres complètes ont été publiées à Leyde (1660) sous le titre de Opera omnia. 
On a appelé de son nom trou de Botal l'ouverture qui fait communiquer les deux oreillettes du cœur dans le fœtus, non qu'il l'ait découverte (car elle était connue de Galien), mais parce qu'il rappela l'attention sur ce point d'anatomie.

## Œuvres
- De curatione per sanguinis missionem liber ; de incidendae venæ, cutis scarificandæ et Hirudinum affigendarum modo, Lyon, 1577, 1580, in-8° ; Anvers, 1583, in-8° ; Lyon, 1655, in-8° ; on trouve dans cet ouvrage, et dans plusieurs autres, des preuves d'un fort bon esprit, et le germe de plusieurs des vérités que l'art a depuis consacrées.
- De curandis Vulneribus sclopettorum, Lyon, 1560, in-8° ; Venise, 1566, 1597, in-8° ; Francfort, 1575, in-4° ; Anvers, 1583, in-4°, avec les ouvrages d'Alfonso Ferri et de Gian Francesco Rota, sur le même sujet, en allemand, Nuremberg, 1676, in-8°. Dans cet ouvrage Botal combat la fausse opinion que les plaies d'armes à feu sont vénéneuses ; il y blame l'usage des tentes et du tamponnement dans les pansements, etc.
- Liber de luis venereæ curandæ Ratione, Paris, 1563, in-8°.
- Commentarioli duo, alter de medici, alter de ægroti munere, Lyon, 1505, in-8°, avec les pièces suivantes : Admonitio fungi strangulatorii ; de catarrhis Commentarius ; de Lue venerea ; de Vulneribus sclopettorum.

Johannes Van Horne a réuni toutes les œuvres de Botallo, avec des notes, sous le titre d’Opera omnia medica et chirurgica, Leyde, 1660, in-8°.

## Sources
- « Leonardo Botal », dans Louis-Gabriel Michaud, Biographie universelle ancienne et moderne : histoire par ordre alphabétique de la vie publique et privée de tous les hommes avec la collaboration de plus de 300 savants et littérateurs français ou étrangers, 2e édition, 1843-1865 [détail de l’édition]

Cet article comprend des extraits du Dictionnaire Bouillet. Il est possible de supprimer cette indication, si le texte reflète le savoir actuel sur ce thème, si les sources sont citées, s'il satisfait aux exigences linguistiques actuelles et s'il ne contient pas de propos qui vont à l'encontre des règles de neutralité de Wikipédia.